# Vilém z Tripolisu
Vilém z Tripolisu (latinsky: Guillelmus Tripolitanus; asi 1220 – 1273) byl dominikánský mnich, kazatel a misionář působící v křižáckých státech na Blízkém východě, který napsal pojednání o muslimech, jejich náboženství a jejich proroku Muhammadovi.

## Život
Vilémova rodina se usadila na Blízkém východě v období křížových výprav a pocházela pravděpodobně z oblastí Francie nebo Itálie. Sám Vilém se nejspíše narodil v libanonském Tripolisu (současný arabský Tarábulus) někdy před rokem 1220 a strávil svůj život a službu v okolí města Akko v latinském Jeruzalémském království. Vilém vstoupil do žebravého dominikánského řádu v převorství Tripolis nebo Akko. Dominikáni působící v Levantě od roku 1226 se v křižáckých státech zaměřovali na snahy konvertovat ke křesťanství muslimy i židy a snažili se na latinskou-katolickou víru převést křesťany orientálních církví, kterých bylo na Blízkém východě značné procento populace.

## Dílo
Vilém patřil k menšině z latinských křesťanů žijících v křižáckých státech, kteří ovládali arabštinu, a to navíc na vysoké úrovni. Roku 1271 napsal pro budoucího papeže Řehoře X. traktát s názvem Notitia de Machometo, popisující život Mohameda, obsah Koránu, a hlavní rituály islámu. Zde, i když kritizuje Korán a islám jako smíchanou verzi různých tradic, jako křesťanství (evangelia), judaismu (Tóra) s filosofií a historií, na rozdíl od většiny latinských autorů své doby nemluví o Muhammadovi vysloveně negativně.  
„Dle Viléma měl na Muhammada pozitivní vliv křesťanský asketa Bahíra, který jej učil úctě k Ježíši Kristu narozeném z Panny Marie. Bahíra byl ovšem žárlivými Muhammadovými následovníky zabit a ti si pak upravili Korán podle svých potřeb.  Vilém chválil pasáže Koránu, které obsahovali část křesťanské teologie a úctu k Ježíši a Marii. Uznával, že se mezi muslimy, stejně jako mezi křesťany, nacházejí moudří a spravedliví lidé, stejně tak jako ti proradní a zkažení.“ 
Vilém je jedním z mála křesťanských autorů své doby, který ve svých spisech nabízí mírně pozitivní popis islámu, muslimů a proroka Muhammada, neboť chválí muslimskou úctu k Ježíši, starozákonním prorokům a prvky křesťanské teologie obsažené v jejich víře.
Další dílo tradičně připisované Vilémovi z Tripolisu s názvem De Statu Sarracenorum z roku 1273 se zabývá historií muslimů od Muhammada až po jeho současnost, je detailnější než Notitia de Machometo, ale také více negativní k islámu a muslimům. Nicméně podle některých autorů Vilém z Tripolisu nebyl autorem De Statu Sarracenorum, ale byla to kompilace několika anonymních autorů, kteří při vypracování použili jako stěžejní zdroj právě Vilémův spis Notitia de Machometo.